# سيث توماس (قاضي)
سيث توماس (بالإنجليزية: Seth Thomas)‏ هو قاضي أمريكي، ولد في 18 مايو 1873، وتوفي في 2 فبراير 1962.